# Jo, superjò i allò

Model estructural de l'aparell psíquic. Jo, superjò i allò se superposen en la primera tòpica (conscient, preconscient, inconscient).

Jo, superjò i allò (ego, superego i id en llatí) són conceptes fonamentals en la teoria de la psicoanàlisi amb la qual Sigmund Freud va intentar explicar el funcionament psíquic humà postulant l'existència d'un «aparell psíquic» que té una estructura particular. Freud sostingué que aquest aparell està dividit, a grans trets, en tres instàncies, el jo, el superjò i l'allò conceptes que, tanmateix, comparteixen funcions i no es troben separades físicament. Alhora, gran part dels continguts i mecanismes psíquics que operen en cadascuna d'aquestes entitats són inconscients.

## Origen i diferències en la terminologia
En algunes publicacions es poden trobar els termes allò, jo i superjò en llatí com a id, ego i superego, respectivament. Aquestes formes van ser adoptades per primera vegada per James Strachey en la seva traducció de l'obra de Freud a l'anglès, titulada Standard Edition i publicada entre 1953 i 1974. Els termes originals emprats per Freud són alemanys: das Es, das Ich i das Über-Ich —respectivament, l'allò, el jo i el superjò (literalment, sobre jo). Freud emprà el terme das Es que ja havia estat emprat per Georg Groddeck, un metge alemany que tenia unes idees no convencionals que havien cridat l'atenció de Sigmund Freud (els traductors de Groddeck tradueixen a l'anglès el terme com l'allò).